# Pille für den Mann
Die Pille für den Mann ist eine umgangssprachlich verbreitete Bezeichnung hormoneller Verhütungsmethoden für Männer. Ein oral einzunehmendes Verhütungsmittel (Pille) ist derzeit nicht erhältlich. Bis Mitte 2011 wurde intensiv an der Zulassung für eine Antibabyspritze für Männer geforscht. Nach Abbruch eines entsprechenden WHO-Projektes im August 2011 ist fraglich, ob solche Forschung fortgesetzt wird.
Daneben werden nicht hormonelle Substanzen untersucht.

## Hormonbehandlungen
Die Bezeichnung Pille für den Mann ist nicht ganz korrekt, da das ursprünglich bereits für 2005 und dann für das Jahr 2009 angekündigte Präparat aus einer Kombination eines Gestagen-Implantats und regelmäßigen Testosteron-Injektionen bestehen sollte. Diese Kombination beeinflusst den Regelkreis Hypothalamus–Hypophyse–Hoden und unterdrückt damit die Produktion von Spermien. Forschungen, die die Reifung der Spermien im Nebenhoden und ihre mögliche Hemmung untersuchen, befinden sich noch im frühen Entwicklungsstadium. Im Juni 2007 gaben die Pharmakonzerne Bayer AG und Organon bekannt, die Forschungen an dem Projekt eingestellt zu haben. Im Jahr 2018 forschte keine namhafte Firma im Bereich männlicher Verhütung.
Von 2009 bis 2011 liefen Studien der Weltgesundheitsorganisation (WHO) zu einem auf Testosteron-Substitution basierenden Verfahren, ebenfalls als Injektion. Die Studie wurde 2011 abgebrochen, nachdem das Research Project Review Panel (RP2) der WHO, das bei der Studie als Ethikkommission fungierte, basierend auf den bisherigen Zwischenergebnissen und beobachteten Nebenwirkungen einen Abbruch der Studie empfahl, da die Risiken für die Studienteilnehmer den Nutzen, die Studie weiter fortzusetzen, übersteige. Damit gelten die Chancen für eine baldige Markteinführung als gering.
Es mag zwar vielversprechende Hormone geben, doch ihre Wirkung erscheint kompliziert. „Wenn der Mann ein Hormonpräparat nimmt, braucht es zwei, drei Monate, bis die Spermienproduktion zum Erliegen kommt, und etwa genauso lange, bis sie wieder richtig angelaufen ist, wenn er die Pille dann weglässt.“

## Andere Wirkstoffe

### Nifedipin
Der blutdrucksenkende Calciumantagonist Nifedipin kann funktionale Defekte der Spermien auslösen und stellt somit eine mögliche nicht-hormonelle Möglichkeit dar, in die männliche Fertilität einzugreifen. Durch die Einnahme von Nifedipin werden bestimmte Rezeptoren, die zum Eindringen des Spermiums in die Eizelle nötig sind, nicht mehr in die Oberfläche der Spermien eingebaut. Susan Benoff veröffentlichte bereits 1993 eine entsprechende Arbeit. Ihre Bemühungen, Nifedipin als mögliches Verhütungsmittel für den Mann weiterzuentwickeln, wurden von den entsprechenden Pharmaunternehmen abgelehnt.

### Retinsäure
Erfolgversprechend könnte die Erforschung eines Wirkstoffes sein, der ursprünglich zur Behandlung von Hauterkrankungen entwickelt wurde. Durch Blockade der für die Produktion der Spermien notwendigen Retinsäuren konnten in Tierversuchen erste Erfolge vermeldet werden.

### Gendarusin A
Seit 1985 wird ein Extrakt der in Indonesien und Indien wachsenden Pflanze Gendarussa (Justicia gendarussa) erforscht. Die Blätter der Pflanze verwenden die Männer bestimmter Stämme auf Neuguinea schon seit Jahrhunderten in Teeform zur Verhütung. Der Wirkstoff greift dabei nicht hormonell in die Fortpflanzung ein, sondern vermindert lediglich die Aktivität der Hyaluronidase. Das Enzym ist dafür verantwortlich, dass ein Spermium in eine Eizelle eindringen kann. Die an der Universität Airlangga im indonesischen Surabaya isolierte Substanz namens Gendarusin A wurde bereits zwischen 2010 und 2012 in drei klinischen Studien an Menschen getestet – mit herausragendem Erfolg (99 % Verhütungsrate). Als Nebenwirkungen traten leichte Gewichtszunahme und stärkere Libido auf. Mehrere Tage nach Einnahmestopp, die Quellen widersprechen sich in der genauen Dauer, soll die normale Zeugungsfähigkeit wiederhergestellt sein.
Die indonesische Regierung bemühte sich im Rahmen ihres National Population and Family Planning Board (BKKBN) um Zulassung der Substanz. Das staatliche Pharmaunternehmen Indofarma wollte ab 2016 Massenware für den indonesischen Markt produzieren. Sie könnte, so hofft die Regierung, eine nicht unerhebliche Wirkung auf die Geburtenrate in Indonesien haben, das wie seine Nachbarstaaten mit großen Demografieproblemen zu kämpfen hat. Wann Gendarussa außerhalb von Indonesien zu haben ist, bleibt offen. Die langwierigen Verfahren zur Medikamentenzulassung in der EU und den USA lassen an einen Zeitraum von mindestens zehn Jahren denken.

### Triptonid
Eine 2021 veröffentlichte Studie zeigte, dass das in der Wilfords Dreiflügelfrucht enthaltene Triptonid bei männlichen Mäusen und männlichen Cynomolgus-Affen als Verhütungsmittel wirkt. Klinische Studien hierzu standen zum Zeitpunkt der Publikation noch aus.

### VU0546110 gegen SLO3
Die (neue) Substanz „VU0546110“ blockiert in Spermienköpfen spezifisch den Kaliumkanal SLO3. Damit erlangen die männlichen Geschlechtszellen nicht die Fähigkeit, in eine Eizelle einzudringen, um sie zu befruchten. Der für ein Spermium funktionsentscheidende Kaliumkanal ist schon länger bekannt. Seine Proteinstruktur enthält einen vierteiligen Schleusenring. Das verantwortliche Gen liegt in Position 8p11.23 auf Chromosom 8 (Mensch). Der Kanal gilt als guter Kandidat, durch eine Behandlung des Mannes eine Empfängnis zu verhüten.
Ein Fallbericht stellte als Ursache der schweren Spermienkrankheit (Asthenoteratozoospermie) eine homozygote Mutation in SLO3 fest. In diesem Fall erfolgte die Therapie als Gegenteil einer Verhütung: Man umging die Unfruchtbarkeit des Mannes, indem seiner Partnerin Oozyten entnommen wurden. Im meiotischen Stadium der Metaphase II bekamen die Oozyten jeweils in ihr Zytoplasma die SLO3-defekten Spermien injiziert. Die Schwangerschaft nach künstlicher Befruchtung nimmt normalen Verlauf.

### Weitere Kandidaten
- YCT-529
- CDD-2807